# All American (Fernsehserie)
All American ist eine US-amerikanische Fernsehserie, die am 10. Oktober 2018 ihre Premiere beim Sender The CW feierte. 

## Handlung
Inspiriert vom Leben des Footballers Spencer Paysinger, widmet sich die Serie Spencer James, dem aufstrebenden Footballspieler der High School aus Crenshaw, der für die Beverly Hills High School rekrutiert wird. Damit der Wechsel nicht gegen Ligaregeln verstößt, muss James im Schuldestrikt von Beverly Hills wohnen. Er zieht daher zur Familie des Trainers Billy Baker. Zwei Familien aus sehr unterschiedlichen Welten beginnen zusammenzustoßen.

## Veröffentlichung
Die erste Staffel der Serie besteht aus 16 Episoden. Die zweite Staffel startete am 7. Oktober 2019 und umfasst ebenfalls wieder 16 Episoden. Die dritte Staffel startete am 18. Januar 2021 und umfasst 19 Episoden. Im Februar 2021 wurde die Serie um eine vierte Staffel verlängert. Die Ausstrahlung der vierten Staffel begann am 25. Oktober 2021. 
Die deutsche Erstausstrahlung der ersten Staffel erfolgte vom 31. Januar 2020 bis zum 15. Mai 2020 auf Joyn Primetime.
2022 strahlte CW mit All American: Homecoming ein Spin-off um die in der zweiten Staffel eingeführte Figur der Simone (Geffri Maya) aus.

## Kritik
Daniel Fienberg sah die Serie als den besten Serienstart im Herbst 2018, wobei er die Saison als die schlechteste in seiner Erinnerung ansah. Es sei eine Mischung von O.C., California und Friday Night Lights, wobei All American an beide Serien nicht heranreiche. Besonders gelungen sei die Crenshaw-Seite der Geschichte, während die gekünstelte Beverly-Hills-Seite dringend eine Figur mit Humor bräuchte.
Margaret Lyons in der New York Times urteilte, dass die Serie die Möglichkeiten des Plots zwischen O.C., California und Friday Night Lights nicht nutze. Es fehle an Funken, großen Momenten und Authentizität.